# Trampko-Mehrzweckfrachter
Der Trampco- oder  Trampko-Mehrzweckfrachter ist ein Liberty-Ersatzschiffstyp, welcher von der Werft Orenstein & Koppel in Lübeck und der Schlichting-Werft in Travemünde Ende der 1960er Jahre als der Ersatz für die damals alternde Flotte der während des Krieges und kurz danach gebauten Trampschiffe aufgelegt wurde. Die Bezeichnung dieses Erfolgstyps leitet sich dabei von der Hamburger Trampreeder-Kooperation Trampko ab, welche die Schiffe konzipierte. Die Schiffe hatten drei Luken. Als eigenes Ladegeschirr standen zehn Ladebäume und ein Schwergutbaum à 60 oder 80 Tonnen zur Verfügung.

## Geschichte
Mitte der 1960er Jahre fuhren noch ungefähr 700 der Liberty- und Victory-Standardfrachter sowie einige andere während des Zweiten Weltkriegs gebauten Frachtschiffe in der damaligen Welthandelsflotte. Sogar die jüngsten von ihnen waren inzwischen 20 Jahre und älter, und so stellte sich sowohl den Reedereien als auch den Werften die Frage eines Ersatzes dieser Schiffe, welche in absehbarer Zeit das Ende ihrer Einsatzdauer erreichen würden. Gleichzeitig wurde der Ersatzbedarf der kleineren Nachkriegsbauten in der Trampschifffahrt schon absehbar.
Die großen Umwälzungen im Seeschiffsverkehr, hervorgerufen durch das Erscheinen von Containerschiffen und Massengutfrachtern, welche die Stückgutschiffe später nahezu völlig ersetzen würden, waren zu diesem Zeitpunkt noch nicht als solche vorhersehbar, so dass das klassische Stückgutschiff, welches in der damaligen Form seit der Jahrhundertwende mit verhältnismäßig wenigen Änderungen gebaut wurde, noch immer aktuell erschien. Es war daher auch nur folgerichtig, dass sich die Hamburger Trampreeder-Kooperation bei ihrem Konzept, ebenso wie viele Werften mit den erfolgreichen Typschiffen SD-14, German Liberty, Seebeck 36L, Freedom und Fortune auch, an Stückgutschiffen mit eigenem Ladegeschirr orientierte. Diese konservative Bauform war zweifellos auch der Tatsache geschuldet, dass die meisten der zu ersetzenden Schiffe zu diesem Zeitpunkt zum einen durch eher kleine Reedereien mit beschränkten Mitteln und zum anderen überwiegend in der Trampfahrt betrieben wurden.
Der Fokus des Konzepts der Hamburger Trampreeder-Kooperation lag sowohl bei der Bildung von Pools mit gleichartigen, preisgünstig zu erstellenden  Schiffen, mit denen sie den Befrachtern und anderen am Schiffsbetrieb Beteiligten gegenüber wie eine große Reederei auftreten konnten, als auch der gemeinsamen Werbung, Ausbildung und anderer weitergreifender Zusammenarbeit.
Die ersten Trampkos waren die Hinrich Witt im September 1969 von O & K und die Nordwelle im Oktober desselben Jahres von der Schlichting-Werft. Orenstein & Koppel bauten bis zur Ablieferung der Krusau im November 1978 insgesamt 17 Schiffe dieses Typs.
Bei Schlichting liefen bis zum letzten Neubau, der 1978 abgelieferten Ibn Sina II, 10 kleine und 6 Trampkos der verlängerten Version vom Stapel.
Trotz ihres inzwischen beträchtlichen Alters sind bis heute einige dieser Serienschiffe noch immer unterwegs.